# TV Mocinha
TV Mocinha é uma emissora de televisão brasileira da cidade de Balneário Camboriú, Santa Catarina. É afiliada à SescTV. Opera em televisão por assinatura na CCS TV canal 8. Possui caráter informativo, com variedades, entretenimento e jornalismo.
Balneário Camboriú sempre foi uma cidade precoce em diversos setores e fatores. Chamou atenção do Brasil inteiro pelo seu potencial turístico, paisagem natural e grande visibilidade de crescimento socioeconômico. Esses fatores quais tornaram o município um dos mais desenvolvidos do estado de Santa Catarina, em apenas poucos anos proporcionou que empreendedores apostassem na cidade.
Um desses empreendedores foi Narbal Andrade de Souza, que no fim da década de oitenta criou a Rádio Menina FM 100,5. O sucesso foi absoluto, que sete anos depois em 01 de agosto de 1996 nascia à primeira televisão de Balneário Camboriú, a TV Mocinha, transmitida pelo Canal 8 da Vivo TV.
Pioneira na cidade, com equipamentos adquiridos de uma emissora blumenauense, a TV Mocinha já iniciou as atividades com programação ao vivo, criando marco na história da comunicação de Balneário Camboriú. Alguns anos mais tarde mudou-se para a sede própria, onde está localizada até hoje.
Amplos estúdios, ambientes claros e climatizados, equipamentos modernos, profissionais capacitados fazem a diferença na programação diária. Além de um atendimento único e humano a todos que circulam pelos bastidores ou estúdios da TV Mocinha.
Em 15 anos de história, o Canal 8 já lançou e criou diversos programas dos mais variados segmentos. Esporte, economia, política, polícia, variedade, entrevistas, humor e entretenimento fizeram e fazem parte da nossa programação. Muitos desses programas referem-se a passos ousados. Além de ser um celeiro de cativar e criar talentos televisivos, o Canal 8 TV Mocinha é um trampolim de grandes nomes para a cena catarinense e até nacional.
Sempre pioneira e inovadora, a TV Mocinha manteve por mais de dez anos jornalismo de bancada, ao vivo, diariamente focado na cidade. Programas voltados para o público que frequenta os bares e baladas da cidade também fizeram sucesso na nossa grade, sempre com um alto índice de telespectadores. Dois grandes nomes da nossa programação estão praticamente desde a criação, o tradicionalista Rancho de Taura e a revista eletrônica de variedades, Dia a Dia na Mocinha.
Foram inúmeros os programas que por aqui foram criados e transmitidos: Conversa de Botequim, Quatro no Ato, Em Discussão, Notícias da Cidade, Linha de Frente, Na Onda do Mercado, Studio 7, Tempero do Chef, Mundo Fashion, entre outros tantos que marcaram época e fizeram história nas páginas do município e da emissora. Chegando a realizar oito horas de programação AO VIVO DIRETA, diariamente. Sem falarmos nos programas gravados inéditos, que somam mais de 10 horas de programação inédita diária.
A situação der ser uma televisão local, nunca deixou de lado a qualidade pela programação. Sempre muito atentos as imagens, áudio, edições, reportagens, fizeram da TV Mocinha líder no mercado e referencia na região. Atraindo os melhores e maiores parceiros, agregando sempre mais ao nosso conteúdo, comprovando a preferência do telespectador em todas as pesquisas já realizadas.
Canal 8 TV Mocinha, firmou-se na cidade, na assiduidade do público, no respeito e idoneidade perante toda a região. Consolidou-se com trabalho árduo, criatividade, competência, informação, sendo um dos destaques do grupo Narbal Souza e do Sistema Menina de Comunicação.
E novamente saiu na frente ao transmitir os programas jornalísticos da Rádio Menina e mais, trouxe os estúdios de rádio para os estúdios da TV com transmissão simultânea, com peculiar cuidado no cenário e nos acabamentos, atingindo um público ainda maior e cativo, antes inalcançável. Expandiu a divulgação de sua programação ao vivo através do site, dobrando os acessos de usuários. TV Mocinha sempre visando o futuro e o diferencial.
Ao longo de todos esses anos a TV Mocinha realizou diversas campanhas institucionais, revolucionou sua imagem, qualificou sua equipe, renovou a tecnologia, evoluiu em design, remodelou os estúdios, criou campanhas e promoções. E continua a fazer a cada dia, a cada programa, em cada reunião de pauta, tendo o zelo de melhorar em todos os quesitos, em respeito ao telespectador. Em 2011 completam os 15 anos de história e sucesso.